# کوجی ناکاهارا
کوجی ناکاهارا (ژاپنی: 中原 幸司؛ زادهٔ ۲۷ ژوئیهٔ ۱۹۷۰) یک بازیکن فوتبال اهل ژاپن است.
از باشگاه‌هایی که در آن بازی کرده‌است می‌توان به باشگاه فوتبال شیمیزو اس-پالس اشاره کرد.